# VK Spišská Nová Ves
VK Spišská Nová Ves est un club slovaque de volley-ball fondé en 1996 et basé à Spišská Nová Ves, évoluant pour la saison 2017-2018 en Extraliga Ženy.

## Palmarès
- Coupe de Slovaquie
  - Finaliste : 2015.
- Championnat de Slovaquie
  - Finaliste : 2015.

## Effectifs

### Saison 2017-2018
| No                          | Nom                         | Date de naissance           | Taille                         | Poids                          | Poste                          |
| --------------------------- | --------------------------- | --------------------------- | ------------------------------ | ------------------------------ | ------------------------------ |
| 1                           | Kamila Zaťková              | 8 janvier 1996              | 173                            |                                | Centrale                       |
| 2                           | Ema Ravasová                | 17 juillet 2000             | 185                            | 73                             | Centrale                       |
| 3                           | Darya Auramchyk             | 18 juillet 1999             | 175                            |                                | Réceptionneuse-attaquante      |
| 4                           | Petra Ďurišková             | 13 décembre 1998            | 169                            |                                | Libero                         |
| 5                           | Ema Kubičárová              | 15 mai 2000                 | 175                            |                                | Réceptionneuse-attaquante      |
| 10                          | Ivana Želonková             | 7 février 1993              | 163                            |                                | Libero                         |
| 11                          | Katarína Olejníková         | 25 septembre 1993           | 178                            |                                | Réceptionneuse-attaquante      |
| 12                          | Vladimíra Vikartovská       | 9 mars 1999                 | 170                            |                                | Réceptionneuse-attaquante      |
| 14                          | Adriana Dulíková            | 19 juillet 1996             | 167                            |                                | Réceptionneuse-attaquante      |
| 17                          | Veronika Nováková           | 16 juillet 1995             | 173                            |                                | Passeuse                       |
| 22                          | Sava Thaka                  | 20 avril 1992               | 194                            | 86                             | Centrale                       |
|                             |                             |                             |                                |                                |                                |
| Encadrement technique       | Encadrement technique       |                             | Légende                        | Légende                        | Légende                        |
| Entraîneur : Radovan Žigraj | Entraîneur : Radovan Žigraj | Entraîneur : Radovan Žigraj | : Capitaine                    | : Capitaine                    | : Capitaine                    |
| Entraîneur(s) adjoint(s) :  | Entraîneur(s) adjoint(s) :  | Entraîneur(s) adjoint(s) :  | : Joueuse blessée actuellement | : Joueuse blessée actuellement | : Joueuse blessée actuellement |